# Wirtschaftliche Forschungsgesellschaft mbH
Wirtschaftliche Forschungsgesellschaft mbH (Wifo, tyska ungefär "Näringslivets Forskningssamfund u.p.a.") var en 1934 grundad tysk forskningsanstalt med uppgift att anskaffa, anvisa och svara för de strategiska transporterna av råvarureserver i krigstid. 
Organisationens officiella uppgift var att "etablera och driva försöks- och forskningsanläggningar för industrin och handelns forskningsbehov". Bakom organisationen stod Gesellschaft für öffentliche Arbeiten AG i Berlin med 3/4 av riskkapitalet (totalt 20 000 riksmark) och I.G. Farbenindustrie AG i Frankfurt med 1/4. Över hela Tyskland byggdes lageranläggningar och mot slutet av byggprogrammet, år 1942, omfattade lagerkapaciteten omkring 1 500 000 m³ drivmedel och mer än 100 000 m³ smörjmedel. Därutöver stod till organisationens förfogan stora lager av utrustning, inklusive mer än 38 000 tankvagnar och 35 fartyg. Vid krigsslutet arbetade ca 10 000 man för organisationen.